# Tanja Reichert
Pour les articles homonymes, voir Reichert.
Tanja Reichert née le 19 septembre 1977 à Vancouver Colombie-Britannique Canada, est une actrice canadienne. Également créditée sous les noms de Tanja Reichart et Tanya Reichert.

## Filmographie
- 2000 : Scary Movie (Miss Détective)
- 2003 : Club de peur (Club Dread)
- 2003 : La blonde contre-attaque
- 2005 : Kiss Kiss Bang Bang : l'actrice de films de série B
- 2009 : 2 Dudes and a Dream: April Stevenson

### Télévision

#### Séries
- 1997 : Breaker High: Shelley Girl
- 1997 - 1999 : Poltergeist, les aventuriers du surnaturel : dans le rôle de Suzanne puis Sally
- 1999 : Traque sur Internet (série télévisée) : Blonde Girl
- 1999 : Cold Feet: Trudi
- 2000 : 2gether, ze groupe : Roxy
- 2000 : Sept jours pour agir (Saison 3 Épisode 5 Vacances en Alaska) : Melissa Torborg
- 2000 - 2002: Beyond Belief: Fact or Fiction:Caitlin Woods
- 2001 - 2002: Sydney Fox, l'aventurière  (saison 3) : Karen Petrusky
- 2001 : L'Invincible (série télévisée) : Melissa
- 2004 : The Chris Isaak Show :Chantal
- 2003 : Les Experts Miami (Saison 2 Épisode 6 Pluie d'Ennuis) : Heather Burton
- 2005 : Desperate Housewives: Allison
- 2008 : Valentine (série télévisée): Courtney
- 2009 : The L Word
- 2009 : Psych : Enquêteur malgré lui :  dans le rôle de Ann dans l’épisode  Plus menteur, tu meurs  saison 3 épisode 14.
- 2010 : Millenium (Saison 3 Épisode 5 Treize ans plus tard) : Ruby Dahl

#### Téléfilms
- 1998 : Le Souffle de l'enfer (Storm Chasers: Revenge of the Twister): Melanie
- 1998 : Fatal Affair (téléfilm) : la secrétaire de Mark
- 1998 : De parfaits petits anges (Perfect Little Angels) (TV) : Lois Morgan
- 1999 : La coupable idéale: Anita Gallagher
- 2000 : Sanctimony (Téléfilm) : Eve
- 2001 : Folles de lui (Head Over Heels) (TV) : Megan O'Brien
- 2001 : HRT (téléfilm): Rebecca
- 2010 : La Fille de l'ascenseur : dans le rôle de Katherine Greene

## Voix françaises
- Dorothée Jemma dans De parfaits petits anges (1998)